# Parma Volley Girls
Il Parma Volley Girls è stata una squadra pallavolistica italiana femminile con sede a Parma.

## Storia della società

### La pallavolo femminile a Parma: il CUS
Città di grande tradizione pallavolistica maschile (Pallavolo Parma), Parma conobbe successi anche in campo femminile grazie all'impegno del CUS, che militò nel massimo campionato in dodici occasioni tra il 1968-69 e il 1986-87.

### L'"Albero del volley" e il Parma Volley Girls
Dopo la scomparsa della Maxicono Parma, nel maschile, fu fondata una nuova società, la V3 - L'Albero del Volley, con l'obiettivo di riportare la pallavolo di vertice nella città ducale. La sezione Under 14 maschile vinse il titolo italiano nel 2003, mentre i risultati migliori tra i professionisti furono ottenuti dalla sezione femminile, Parma Volley Girls che, promossa in Serie A2 nel 2007 con sponsor Guru, ottenne la salvezza al termine del successivo campionato. Nel 2008, con sponsor la banca Cariparma, ha assorbito la società Pallavolo di Ostiano; militerà nuovamente in A2 per la stagione 2008-09, finita al quarto posto e con la vittoria nella Coppa Italia di categoria. Nella stagione successiva, la 2009-10, la squadra ducale raggiunge il secondo posto nella regular season, ma viene battuta dalla Liu-Jo Carpi nella finale playoff valida per la promozione in A1.

### La promozione in Serie A1
La promozione non tarda ad arrivare: nella stagione 2010-2011 il Cariparma Sigrade, domina il campionato vincendo 22 gare consecutive, conquistando anzitempo la promozione diretta in A1. Questo il sestetto della promozione e dello straordinario record:
- Giulia Pincerato (Palleggiatrice)
- Andrea Conti (Opposto)
- Elisa Cella (Schiacciatrice)
- Jana Šenková (Schiacciatrice)
- Roberta Brusegan (Centrale)
- Lulama Musti De Gennaro (Centrale)
- Giulia Gibertini (Libero)
- Bruno Napolitano (Allenatore)

### Esordio in A1 e cessione dei diritti
Nella stagione 2011-12 la squadra si classifica al 9º posto. Ma nonostante la salvezza ottenuta, la società è costretta a cedere i diritti sportivi alla società Imoco Volley di Conegliano per essere venuta meno la sponsorizzazione della Banca di riferimento.